# Jonathan Kodjia
Jonathan Adjo Kodjia (22 d'octubre de 1989) és un futbolista professional ivorià que juga de davanter per l'Aston Villa FC i per l'equip nacional ivorià.